# Maryse Gildas
Maryse Gildas, née le 22 juin 1940 à Paris, est une animatrice de radio et de télévision française, plus connue sous son mononyme de Maryse.

## Biographie

### Carrière
Alors qu'elle rêve d'une carrière dans la comédie, Maryse Gildas quitte tout pour suivre Jean-Michel Leulliot, son premier mari, aux Antilles. Elle devient alors animatrice sur Radio Caraïbes Internationale.
À partir des années 1960, Maryse effectue l'essentiel de sa carrière dans la radio Europe 1 car elle y a trouvé un poste au sein de la station en 1967. Elle est « meneuse de jeu » (animatrice).  Elle débute comme assistante auprès de Jean-Pierre Foucault dans l’émission Pepsi Boom. Au fil des ans, elle participe à de nombreuses émissions sur la station. Entre 1976 et 1981, elle participe à la matinale de la radio aux côtés de Philippe Gildas.
Lors des années 1980, Maryse apparaît dans l'émission Les Jeux de 20 heures sur FR3 et anime en 1987 un télé-achat avec Jérôme Bonaldi sur Canal+.
En 1982, Maryse enregistre un disque, Mal de toi (texte), sur une musique d'Ennio Morricone (bande originale du film Professionnel de Georges Lautner, avec Jean-Paul Belmondo). 
En 1983, un second disque sort, La rencontre (Deux ans déjà), sur des textes de Guy Mattéoni, Jean Albertini et Didier Barbelivien.
En 1992, sort un troisième titre, Il y a des jours, un duo avec son complice Jean Amadou, sur des paroles de Jean Amadou et une musique de Romano Musumarra.
En 1996, après son éviction d'Europe 1 par Jérôme Bellay, Maryse apparaît dans deux émissions de télévision : Mes meilleurs amis de Christophe Dechavanne, avec Patrice Carmouze, sur France 2 (1996), et dans Télévitrine, un télé-achat, sur TF1 (1999).
En 2007, elle devient la voix off de Vivolta, la chaîne des seniors. En 2008, elle devient la voix off des messages publicitaires des magasins Monoprix, puis devient chroniqueuse sur la radio interne du groupe « Radio Monop’ ».

### Vie privée
Maryse Gildas est née Maryse Matuchet. Elle a une fille, Valérie Leulliot (chanteuse du groupe Autour de Lucie), avec Jean Michel Leulliot, journaliste sportif de TF1. Le 4 août 1984, elle épouse le journaliste Philippe Gildas, rencontré à Europe 1.
Philippe Gildas avouera plus tard dans l'émission Tout le monde en parle de Thierry Ardisson que le vrai mariage a eu lieu en 1990, car en 1984, pas encore divorcé, il organise avec Maryse une réception de 400 invités pour faire taire les rumeurs,.

## Résumé de carrière

### Parcours en radio
- 1980 - 1981 : avec Philippe Gildas (6h00-8h30) (Europe 1)
- 1981 - 1982 : avec Christian Morin, Micro-climat (14h00 - 16h30) et C'est dimanche (dimanche 9h00-13h00) (Europe 1)
- 1982 - 1983 : Ça va la vie !, avec Christian Morin (8h40 - 11h00) (Europe 1)
- 1983 - 1985 : Studio 1, avec Michel Drucker (8h30-11h30) (Europe 1)
- 1985 - 1986 : Y'en aura pour tout le monde, avec Coluche (16h30-18h00) (Europe 1)
- 1986 - 1987 : Europe plus, avec Philippe Gildas (8h30-11h00) (Europe 1)
- 1987 - 1988 : De gaîté de cœur, avec Jean-Marie Cavada (9h00-11h00) (Europe 1)
- 1988 - 1995 : avec Jean Amadou (8h30-11h) (Europe 1)
- 1995 - 1996 : avec Gérard Holtz (9h00-10h30) (Europe 1)
- 1995 - 1996 : Maryse au féminin (10h30-11h) (Europe 1)
- 2011 : co-animation avec Laurent Baffie de l'émission C'est quoi ce bordel ? (le dimanche à 11 h) (Rire et Chansons)

### Télévision
- 1999 - 2003 : animatrice de Télévitrine
- 2007 : voix off sur la chaîne Vivolta.

### Discographie
- 1982 : disque Mal de toi sur une musique d'Ennio Morricone (bande originale du film Professionnel)
- 1983 : disque La rencontre (deux ans déjà), sur des textes de Guy Mattéoni, Jean Albertini et Didier Barbelivien
- 1992 : disque 'Il y a des jours, duo avec Jean Amadou, paroles de Jean Amadou et musique de Romano Musumarra